# 镇西路
镇西路，元朝时设置的路。
至元十三年（1276年）置，治所在今云南省盈江县东北旧城镇。辖境相当今云南省盈江上游地区。明朝洪武十五年（1382年）改为镇西府。 